# 사서오경
사서오경(四書五經, 영어: Four Books and Five Classics) 또는 사서삼경(四書三經)은 유교의 교육 및 교양 서적으로, 유교 교육의 가장 핵심적인 책이다. 기원전 300년 전에 기록되었다.
사서는 "논어", "맹자", "대학", "중용"을 말하고, 삼경은 "시경", "서경", "역경"을 말한다. 삼경에 "춘추"와 "예기"를 합해 오경이라 부르고, 합해서 사서오경이라 부른다.

## 사서
송나라에 이르러 성리학 체계가 성립하면서 주희가 《예기》에서 일부를 〈대학〉과 〈중용〉의 두 편으로 발췌하면서, 논어·맹자와 함께 사서 체계를 확립했다.
- 《논어》(論語)
- 《맹자》(孟子)
- 《대학》(大學)
- 《중용》(中庸)

## 오경
- 《시경》(詩經)
- 《서경》(書經)
- 《역경》(易經)
- 《춘추》(春秋)
- 《예기》(禮記)

악경(樂經)을 포함하여 육경이라고도 하는데, 악경은 전해지지 않는다. 오경은 송나라 시기에 확립된 정주학 이전에 이미 고전이 되었고, 사서 중 대학과 중용은 예기의 일부를 발췌한 것이다. 백제가 오경박사를 일본에 파견하였다는 기록이 있다.

## 주자학과 사서오경
성리학에서는 이전의 오경보다 공자의 언행록인 '논어'와 제자백가 중 한 사람인 맹자의 '맹자'를 더 중요시하여 중용, 대학과 함께 사서에 포함시키고 학문을 처음 시작하는 사람들에게 가르쳤다.

## 같이 보기
- 사주팔자(명리학)
- 명리학 3대 고전
  - 자평진전(子平眞詮)
  - 적천수천미(滴天髓闡微)
  - 궁통보감(窮通寶鑑)
- 명리학 5대 고전(명리학 3대 고전 + 2)
  - 명리정종(命理正宗)
  - 연해자평(淵海子平)
- 명리학 6대 고전(명리학 5대 고전 + 1)
  - 삼명통회(三命通會)